# كيندال سميث
كيندال سميث (بالإنجليزية: Kendal Smith)‏ هو لاعب كرة قدم أمريكية أمريكي، ولد في 23 نوفمبر 1965 في سان ماتيو في الولايات المتحدة.

## وصلات خارجية
- كيندال سميث على موقع مرجع كرة القدم المحترفة.كوم (الإنجليزية)
- كيندال سميث على موقع JustSportsStats.com (الإنجليزية)